# 北方低鰭鯧
北方低鰭鯧為輻鰭魚綱鱸形目鯧亞目鯧科的其中一種。

## 分布
本魚分布於西大西洋區，從美國東北部至巴西里約熱內盧海域，棲息深度15-136公尺。

## 形態特徵
本魚體高而側扁，呈橢圓形，吻短而鈍，約等於眼徑，口小，上頜尖，頜骨具弱齒，背鰭和臀鰭基部很長，兩個鰭鐮狀，體色淡藍色，上面綠色、銀色，背鰭硬棘2-5枚，背鰭軟條38-47枚，臀鰭硬棘2-3枚，臀鰭軟條35-45枚，體長可達30公分，

## 生態習性
本魚棲息在中上層海域，成群活動，屬肉食性，以水母、甲殼類、蠕蟲、魚類等為食，可做為食用魚。

## 擴展閱讀
維基物種上的相關：北方低鰭鯧